# Forlì
Forlì [forˈli] é um comuna italiana da região de Emília-Romanha, província de Forlì-Cesena, com cerca de 110.209 habitantes. Estende-se por uma área de 228 km², tendo uma densidade populacional de 471,98 hab/km². Faz fronteira com Bertinoro, Brisighella (RA), Castrocaro Terme e Terra del Sole, Faenza (RA), Forlimpopoli, Meldola, Predappio, Ravena (RA), Russi (RA).

## Demografia
| Variação demográfica do município entre 1861 e 2011                               |
|                                                                                   |
| Fonte: Istituto Nazionale di Statistica (ISTAT) - Elaboração gráfica da Wikipedia |